# Charles Deslys
Charles Collinet, dit Deslys, né le 1er mars 1821 dans l'ancien 6e arrondissement de Paris et mort le 13 mars 1885 dans le 10e arrondissement de Paris, est un journaliste, librettiste, écrivain et dramaturge français.

## Biographie
Neveu du marquis du Hallay-Coëtquen, cousin germain de la baronne de Poilly, après d’excellentes études au lycée Charlemagne, Deslys a effectué un voyage d'études en Italie. À son retour, ayant fait ses débuts comme acteur, il est parti jouer le drame et l’opéra-comique dans le Midi de la France, notamment à Toulouse.
De nature exubérante, il a embrassé, de façon tout à fait fortuite, la carrière des lettres, à la suite du succès obtenu, en 1846, par une nouvelle sur laquelle il fondait peu d’espoir, les Bottes vernies de Cendrillon, que Sainte-Beuve traitait de chef-d’œuvre, et qui s’est avérée un franc succès. Il a ensuite produit une grande quantité de feuilletons qui ont fait le tour de la presse française dans laquelle il comptait beaucoup d’amis.
En 1848, il touche à la politique en publiant, avec Savinien Lapointe, les Prolétariennes. Son Histoire de la révolution de Février, parue la même année dans le Courrier français, l’a fait avantageusement connaitre. L’année suivante, il occupe le poste de rédacteur en chef du journal le Pas de Calais.
Retourné à la littérature en 1852, il a publié de nombreuses œuvres dans diverses revues, comme le Petit Moniteur ou Veillées des chaumières. Comme romans, on retient essentiellement la Mère Rainette, les Compagnons de Minuit, l’Héritage de Charlemagne, les Récits de la Grève, Madeleine, Sœur Louise, le Capitaine Minuit, la Comtesse rouge, écrite en collaboration avec Georges Pellerin (d). Comme pièces de théâtre, on mentionne le Casseur de pierres, le Clos Pommier, et deux livrets d’opéra-comique. Nombre de volumes illustrés publiés chez Hachette complètent la longue nomenclature de ses ouvrages.
Pour se mettre à l’abri des aléas littéraires, il avait pris une place de voyageur de commerce dans la maison Christofle, plaçant, le même jour, des couverts chez les bijoutiers et des romans dans les journaux de province. Charitable, à la mort de sa femme, il a fondé, en souvenir d’elle, une rente en faveur d’un littérateur pauvre, demandant simplement que la Société des gens de lettres donne à cette fondation le nom de « rente Louise ».
Il avait reçu le prix Montyon pour les Récits de la Grève. Son neveu et fils adoptif Thomy Canonville des Lys (d) a été son collaborateur.
Malade depuis deux années, il s’était installé, peu de temps avant sa mort, à la maison Dubois pour y subir une douloureuse opération au sein à la suite de laquelle il est mort subitement. Il est inhumé au cimetière du Père-Lachaise.

## Œuvres partielles
- La Mère Rainette, Paris, 1847 (lire en ligne sur Gallica).
- Les Bottes vernies de Cendrillon, Paris, 1849 (lire en ligne sur Gallica).
- La Marchande de plaisirs, 1850.
- La Dernière Grisette, 1852.
- Le Diable architecte, 1852.
- Les Fiançailles des roses, opéra-comique, 1852.
- Flore et Zéphire, opéra-comique, 1852.
- Le Livre des devoirs, 1852.
- Le Livre des dévotions de l'année ou l'Annuaire catholique, 1852.
- Le Livre des femmes illustres, 1852.
- Le Livre des fleurs, 1852.
- Le Livre des saintes, 1852.
- Le Livre du jardinage, 1852.
- La Millionnaire ou Mademoiselle Carlier, P. Germain, 1852.
- Mademoiselle Bouillabaisse, L. de Potter, 1853.
- Le Jardin des plantes, 1854.
- Rigobert le rapin, L. de Potter, 1854.
- Heures de récréation, Paris, 1856 (lire en ligne sur Gallica).
- Pervenche, 1856.
- Les Compagnons de minuit, Degorce-Cadot, 1857.
- Le Pont rouge, Paris, 1858 (lire en ligne sur Gallica).
- Un appartement à louer, vaudeville, 1862.
- L'Héritage de Charlemagne, Hachette, 1864.
- Le Roi d'Yvetot, Dameret, 1866.
- Les Récits de la grève, Didier, 1866
- Les Compères du roi, Édouard Dentu, 1867.
- Le Casseur de pierres, drame, Michel Lévy, 1867.
- Le canal Saint-Martin, Sceaux : Imprimerie de E. Dépée, 1870 (lire en ligne)
- Miss Eva, Édouard Dentu, 1874
- La Maison du bon Dieu, Sartorius, 1875.
- Le Serment de Madeleine, Édouard Dentu, 1875.
- La Dot d'Irène, Édouard Dentu, 1877.